# 달려라 장부장
《달려라 장부장》은 2002년 8월 23일에 MBC에서 방영한 베스트극장이다.

## 등장 인물

### 주요 인물
- 김명국 : 장팔봉 역

### 주변 인물
- 임예진 : 팔봉의 아내 역
- 임문수
- 조형기
- 김창완 : 팔봉의 친구 역
- 전재룡 : 윤 과장 역
- 류덕환 : 팔봉의 아들 역
- 문제영 : 팔봉의 딸 역

### 그 외 인물
- 박규채
- 문미봉
- 정한헌 : 경찰 역
- 이영희
- 신복숙
- 이장훈
- 오정석
- 손민우
- 염재욱
- 정승재 : 지하철 행패남 역
- 박희선